# مری کارترایت
مری کارترایت (انگلیسی: Mary Cartwright؛ ۱۷ دسامبر ۱۹۰۰ – ۳ آوریل ۱۹۹۸) یک دانشمند اهل بریتانیا بود.